# Gross Ruchen

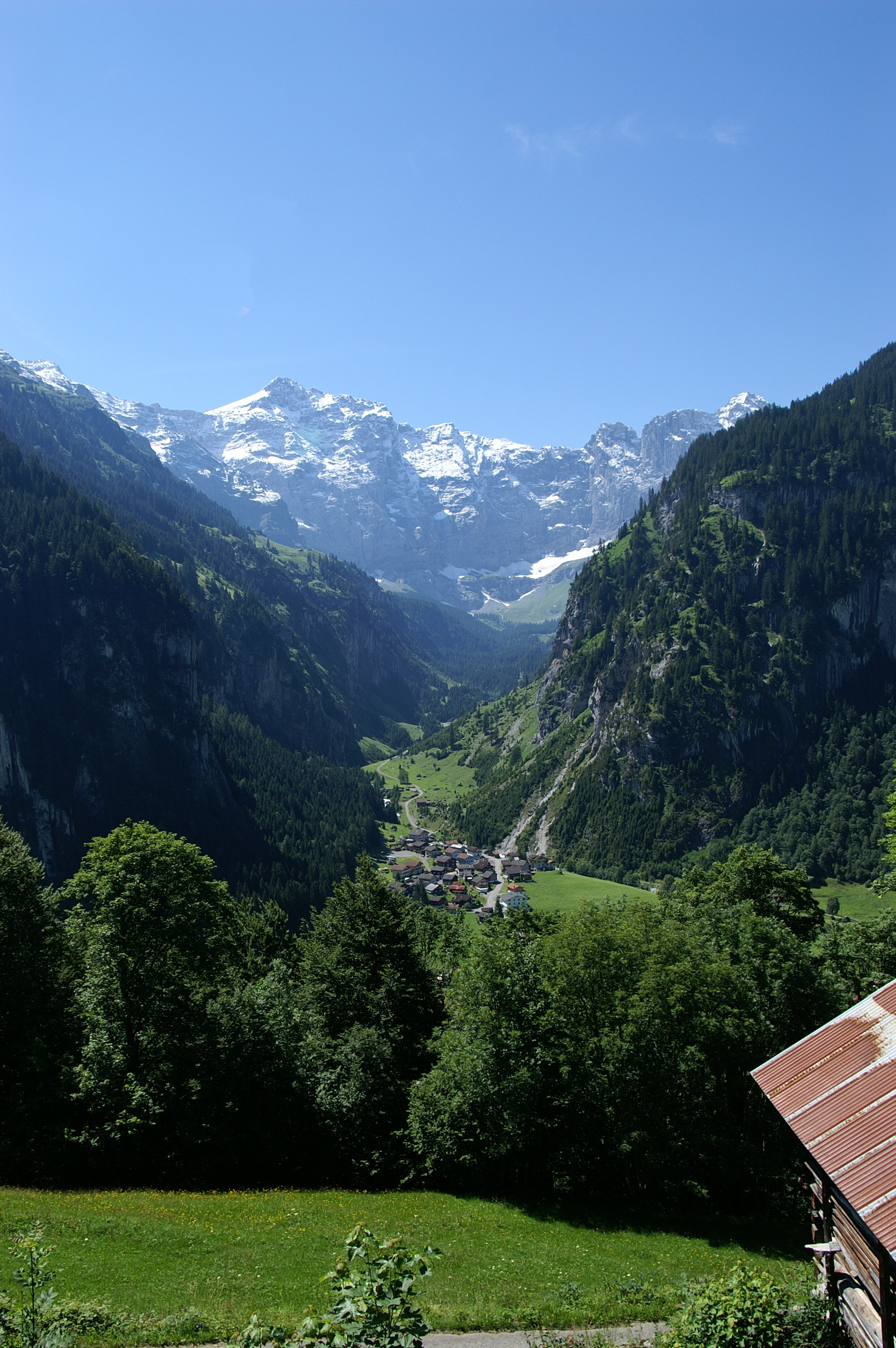
Blick in das Brunnital.

Der Gross Ruchen ist ein 3138 m ü. M. hoher Berg in den Glarner Alpen im Schweizer Kanton Uri. Er ist Teil der von Ost nach West verlaufenden wuchtigen Felskette Clariden, Chammliberg, Gross- und Chli Schärhorn, Chli Ruchen, Gross Ruchen, Gross Windgällen, Chli Windgällen, welche zwischen dem nördlichen Schächental und dem südlich verlaufenden Maderanertal liegt. Nach Norden fällt diese Kette mit steilen Felswänden, welche eine Höhe von über 1000 Metern erreichen, ab.
Östlich des Gipfels liegt der etwa 100 Hektar grosse Ruchenfirn. Unterhalb der mächtigen Nordwand nimmt das Brunnital seinen Ursprung.
Der Gross Ruchen wurde am 12. Juli 1864 durch den Engländer John Sowerby mit den Führern Ambros Zgraggen und Josef Maria Tresch-Exer erstbestiegen.
Die Wände von Gross- und Chli Ruchen sind durch die Ruch Chälen, ein steiles Firncouloir, getrennt. Durch dieses bis zu 40° steile Couloir führt der einfachste Aufstieg auf den Ruchenfirn und von dort auf den Gipfel. Diese Route gilt als eine der anspruchsvollen Skitouren der Zentralschweiz.
Durch die mächtige Nordwand führt eine alpine Kletterroute im III. Schwierigkeitsgrad.
Die 700 Meter hohe Nordostwand wurde 1999 von Urs Odermatt und Stefan Tuni erstbegangen.